# Fologne
Pour les articles homonymes, voir Veulen.
Fologne (Veulen en néerlandais) est une section de la commune belge de Heers située en Région flamande dans la province de Limbourg.  C'était une commune à part entière avant la fusion des communes de 1971.

## Démographie

### Évolution démographique
- Sources: INS, Rem.: 1831 jusqu'en 1961 = recensements[3].

## Histoire
Fologne était jadis un des huit villages faisant partie de ce qu’on appelait les « Terres de rédemption ».